# Karabinek MKb 42
Maschinenkarabiner 42 (MKb 42) – niemieckie karabinki automatyczne z okresu II wojny światowej, występujące w dwóch wersjach: MKb 42(H) produkcji C. G. Haenel Waffen und Fahrradfabrik oraz MKb 42(W) produkcji Carl Walther GmbH. MKb 42 były pierwszymi na świecie karabinkami automatycznymi zasilanymi amunicją pośrednią, które weszły do szerszej produkcji. Stanowiąc broń eksperymentalną, posłużyły jako podstawa do opracowania produkowanych na masową skalę karabinków StG 44.

## Historia
Pierwsze badania nad amunicją pośrednią i mogącą strzelać nią bronią armia niemiecka prowadziła już w 1918 roku. Jednak konserwatyzm wojskowych, problemy finansowe oraz ograniczenia wynikające z traktatu wersalskiego, doprowadziły do zaniechania prac w tym kierunku.
Od 1939 roku po rozpoczęciu kampanii wrześniowej Wehrmacht gromadził raporty z frontu, których analiza mogła okazać się przydatna do wypracowania nowych taktyk oraz modyfikacji używanego wyposażenia i uzbrojenia. W wyniku wojennych doświadczeń zauważono, że większość walk pomiędzy piechotą toczyła się na dystansach nie przekraczających 400 m. Wyciągnięto z tego faktu prosty wniosek, iż dotychczas użytkowane karabiny powtarzalne zasilane silną amunicją karabinową (teoretycznie mogące razić przeciwnika nawet powyżej 1000 m), zapewniają osiągi przekraczające praktyczne zapotrzebowanie. Zastosowanie w to miejsce słabszej i lżejszej amunicji, pozwoliłoby na oszczędności finansowe i materiałowe, a także umożliwiłoby żołnierzom przenoszenie jej większego zapasu. Co istotne, broń zasilana taką amunicją mogłaby być mniejsza, lżejsza a dzięki zmniejszeniu odrzutu również – samoczynna. Bronią pozornie spełniającą te warunki wydawać by się mogły pistolety maszynowe, wykorzystywane jako uzupełnienie karabinów już od końca I wojny światowej. Mimo iż ta automatyczna broń świetnie sprawdzała się w walce na krótkich dystansach, to na odległościach przekraczających 100–200 m stawała się już zupełnie bezużyteczna, ponieważ słaba amunicja pistoletowa nie zapewniała dostatecznego zasięgu, celności i mocy obalającej.
W związku z tym zrodziła się potrzeba zaprojektowania amunicji będącej rozwiązaniem pośrednim pomiędzy nabojem karabinowym a pistoletowym, a co za tym idzie wprowadzeniem ręcznej broni automatycznej o konstrukcji podobnej do pistoletu maszynowego, mającej jednak znacznie większy zasięg i celność. Odpowiedzią na te zapotrzebowania było wprowadzenie nowego rodzaju amunicji: naboju pośredniego – 7,92 × 33 mm Kurz, który powstał poprzez skrócenie łuski dotychczas używanego naboju karabinowego – 7,92 × 57 mm Mauser. Równocześnie zlecono zaprojektowanie zasilanej nim lekkiej indywidualnej broni automatycznej zakładom C.G. Haenel oraz Walther.
W grudniu 1940 roku przeprowadzono testy prototypów dostarczonych przez obydwu wytwórców na poligonie w Kummersdorf, w wyniku których lepsza okazała się konstrukcja Haenela - MKb 42(H). Zarówno karabiny firmy C.G. Haenel i Walther wykorzystywały dużą liczbę części tłoczonych, nitowanych a następnie zgrzewanych punktowo, co umożliwiało obniżenie czasu i kosztów produkcji. MKb 42(H) strzelał z zamka otwartego przez co był mniej celny niż MKb 42(W) strzelający z zamka zamkniętego, jednak cechował się większą niezawodnością. Testy nie wyłoniły zwycięzcy, konsekwencją czego było zlecenie produkcji serii próbnej obu wersji broni i skierowanie ich na front wschodni, gdzie znalazły się w 1942 roku. Konsekwencją doświadczeń w warunkach polowych okazała się ponowna przewaga MKb 42(H), którego produkcję kontynuowano do września 1943 roku wprowadzając na uzbrojenie ok. 8 000 – 12 000 szt. Równocześnie zaniechano produkcji MKb 42(W) (wyprodukowano jedynie 200 szt. serii eksperymentalnej).
Mimo uruchomienia seryjnej produkcji MKb 42(H), jeszcze w 1943 roku zlecono przeprojektowanie karabinka, efektem było połączenie jego konstrukcji z rozwiązaniami zastosowanymi w MKb 42(W) (zaadaptowanie mechanizmu spustowo-uderzeniowego Walthera oraz koncepcji strzelania z zamka zamkniętego). Tak zmodyfikowana broń, będąca połączeniem obu wersji MKb 42 została przyjęta na uzbrojenie jako MP 43B. Konstrukcję dalej usprawniano, aż do powstania wersji ostatecznej - StG 44 (początkowo pod nazwą MP43/1 oraz MP44), który wdrożony został do masowej produkcji (do końca wojny wyprodukowano ponad 400 000 StG 44).